# Sun-Familie
Die Sun (chinesisch 孫 / 孙, Pinyin Sūn – „wörtl.: Enkel“) sind eine weitverzweigte chinesische Familie, aus der die Kaiser der Wu-Dynastie hervorgingen.
Die Sun-Familie betrachtet den General und Autor Sun Tsu als ihren Stammvater. Ihr Abkömmling Sun Jian war ein berühmter General unter der Östlichen Han-Dynastie. Seine Söhne Sun Ce und Sun Quan wurden nach seinem Tode die mächtigsten Männer des chinesischen Südens, und ihre Dynastie bestand von allen Dynastien der Drei Reiche am längsten.

## Stammliste
Diese Stammliste stellt die Nachkommen von Sun Zhong dar, dessen Identität nicht gesichert ist. In einer volkstümlichen Legende wird Sun Zhong vor die Wahl gestellt, ob seine Nachkommen über wenige Generationen Kaiser oder über viele Generationen Feldherren werden sollen. Sun Zhong entscheidet sich für das Kaisertum. Dieselbe Legende wird über Sun Jian erzählt.
Einige Namen kommen auf dieser Stammliste mehrfach vor, aber es handelt sich nie um dieselben Personen. Des Weiteren sind die Namen der weiblichen Nachkommen oft unbekannt – wenn diese überhaupt erwähnt werden.
Eine klare Übersicht ausgewählter Mitglieder der Sun-Familie gibt es auf der Stammtafel der Wu-Dynastie.
- Sun Zhong (historisch nicht gesichert)
  - Sun Qiang (Sun Jians Zwillingsbruder)
    - Sun Ben
      - Sun Lin
        - Sun Miao
        - Sun Lu
        - Sun Shu
        - Sun Zhen
        - Sun Xie
        - Sun Xin

      - Sun An
      - Sun Xi
      - Sun Ji
      - Sun En
      - eine Tochter (heiratete Cao Zhang)

    - Sun Fu
      - Sun Xing
      - Sun Zhao
      - Sun Wei
      - Sun Xin

  - Sun Jian
    - Sun He (eigentlich Yu He)
      - Sun Zhu (Herr von Qu'a)
      - Sun Yi (Herr von Hai Yang, starb jung)
      - Sun Huan
      - Sun Jun
        - Sun Jian
        - Sun Shen
          - Sun Cheng

    - Sun Ce
      - Sun Shao (eigentlich Yu Shao)
        - Sun Kai
        - Sun Yue
        - Sun Yi

      - Sun Shao
        - Sun Feng

      - eine Tochter (heiratete Zhu Ji)
        - eine Tochter (heiratete Sun Xiu)

      - eine Tochter (heiratete Gu Shao)
        - Gu Tan
        - Gu Cheng

      - eine Tochter (heiratete Lu Xun)
        - Lu Yan
        - Lu Kang
          - Lu Yan
          - Lu Jing
          - Lu Ji
          - Lu Mao
          - Lu Xuan
          - Lu Dan

    - Sun Quan
      - Sun Deng
        - Sun Fan
        - Sun Ying
        - Sun Xi

      - Sun Lu
      - Sun He
        - Sun Hao
          - Sun Jin

        - Sun De
        - Sun Qian
        - Sun Jun
        - eine Tochter (heiratete Lu Jing, den Sohn von Lu Kang)

      - Sun Ba
        - Sun Ji
        - Sun Yi

      - Sun Fen
        - fünf Söhne

      - Sun Xiu
        - Sun Wan
        - drei weitere Söhne

      - Sun Liang
      - Sun Luban (heiratete Zhou Xun, den Sohn von Zhou Yu; nach dessen Tod Quan Cong)
        - Quan Yi
          - Quan Yi
          - Quan Yi
          - Quan Jing

      - Sun Luyu (Sun Xiaohu) (heiratete Zhu Ju, später Liu Zuan)
        - eine Tochter (heiratete Sun Xiu)

    - Sun Yi
      - Sun Song

    - Sun Kuang
      - Sun Tai
        - Sun Xiu

    - Sun Lang
    - eine Tochter (heiratete Hong Zi)
    - eine Tochter (heiratete Pan Mi)
    - Sun Shangxiang (oder Sun Ren) (heiratete Liu Bei)

  - Sun Jing
    - Sun Gao
      - Sun Chou
        - Sun Lin
        - Sun Ju
        - Sun En
        - Sun Gan
        - Sun Kai

      - Sun Chao
      - Sun Gong
        - Sun Jun
          - Sun Lin

        - eine Tochter (heiratete Quan Shang)
          - eine Tochter (heiratete Sun Liang)

    - Sun Yu
      - Sun Mi
      - Sun Xi
      - Sun Yao
      - Sun Man
      - Sun Hong

    - Sun Jiao
      - Sun Yin
      - Sun Xi
      - Sun Zi
      - Sun Yi
      - Sun Mi

    - Sun Huan
      - Sun Cheng
      - Sun Yi
      - Sun Feng
      - eine Tochter (heiratete Lu Ju, den Sohn von Lu Fan)
      - eine Tochter (heiratete Teng Yin)

    - Sun Qian

  - Frau Sun (heiratete Xu Zhen)
    - Xu Kun (Ratgeber von Sun Jian und Sun Ce)
      - Xu Liao (Generalleutnant, kämpfte gegen die Yue.)
      - Frau Xu (heiratete Sun Quan, obwohl sie Lu Shang versprochen war)
      - Xu Zhai (ernannt zum General, der Wei besiegt)